# Victor Dolipschi
Victor Dolipschi (* 19. října 1950 București, Rumunsko – 19. ledna 2009) byl rumunský zápasník, reprezentant v zápase řecko-římském.
V roce 1972 na olympijských hrách v Mnichově v kategorii nad 100 kg a v roce 1984 na hrách v Los Angeles ve stejné kategorii vybojoval bronzovou medaili.
V roce 1971 vybojoval šesté a v roce 1973 páté místo na mistrovství světa. V roce 1972 vybojoval bronz a v roce 1984 páté místo na mistrovství Evropy.